# Verbandsgemeinde Diez
La comunità amministrativa di Diez (Verbandsgemeinde Diez) si trova nel circondario del Reno-Lahn nella Renania-Palatinato, in Germania.

## Comuni
Fanno parte della comunità amministrativa i seguenti comuni:
| Comune, città         | Sup. (km²) | Abitanti |
| --------------------- | ---------- | -------- |
| Altendiez             | 9,22       | 2 148    |
| Aull                  | 2,18       | 413      |
| Balduinstein          | 5,17       | 579      |
| Birlenbach            | 4,04       | 1 555    |
| Charlottenberg        | 0,76       | 154      |
| Cramberg              | 5,26       | 475      |
| Diez, città           | 12,41      | 11 092   |
| Dörnberg              | 5,82       | 465      |
| Eppenrod              | 6,98       | 729      |
| Geilnau               | 2,25       | 356      |
| Gückingen             | 2,34       | 1 119    |
| Hambach               | 2,76       | 476      |
| Heistenbach           | 5,27       | 1 016    |
| Hirschberg            | 2,50       | 396      |
| Holzappel             | 2,73       | 1 018    |
| Holzheim              | 5,00       | 876      |
| Horhausen             | 5,46       | 305      |
| Isselbach             | 7,19       | 351      |
| Langenscheid          | 8,92       | 490      |
| Laurenburg            | 2,16       | 300      |
| Scheidt               | 2,51       | 326      |
| Steinsberg            | 2,90       | 221      |
| Wasenbach             | 2,40       | 298      |
| Verbandsgemeinde Diez | 106,22     | 25 158   |

(Abitanti al 31 dicembre 2021)